# 錫拉夏島

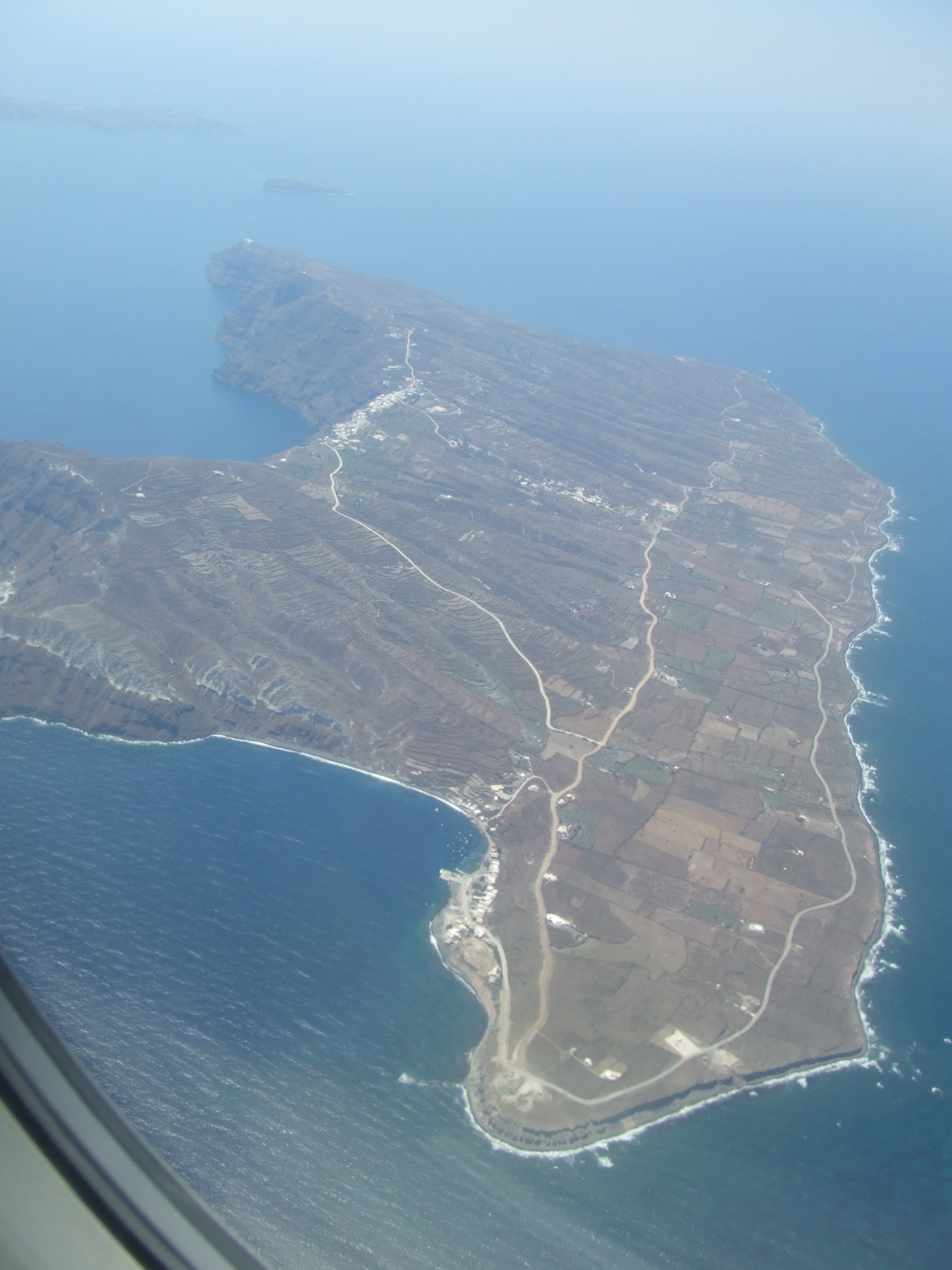
航拍锡拉夏岛

錫拉夏島（希臘語：Θηρασία）是希臘的島嶼，位於愛琴海，屬於聖托里尼的一部分，長5.7公里、寬2.7公里，面積9.4平方公里，最高點海拔高度295米，2011年人口数量为319人。行政上该岛隶属于南愛琴大區錫拉專區锡拉市镇。